# Ромодановский махоркосовхоз
 Ромодановский махоркосовхоз  — поселок в Ромодановском районе Мордовии, административный центр Набережного сельского поселения. Находится на расстоянии примерно 12 километров по прямой на север от районного центра поселка Ромоданово.
Основан в 1930 году. В 1978 году Махоркосовхоз был переименован в совхоз «Атьминский»). 

## Население
| 2002 | 2010 |
| ---- | ---- |
| 577  | ↘527 |

## Достопримечательности
Памятники трактору ДТ-54 и Москвичу-400. Церковь Сергия Радонежского (2019 год постройки).